# San Miguel (comté de Contra Costa, Californie)
Ne doit pas être confondu avec San Miguel (comté de San Luis Obispo, Californie).
Pour les articles homonymes, voir San Miguel.
San Miguel est une census-designated place du comté de Contra Costa, dans l'État de Californie, aux États-Unis. En 2020, elle compte une population de 3 591 habitants.